# Robert Pelikán
Robert Pelikán (* 18. října 1979 Praha) je český advokát, od března 2015 do června 2018 ministr spravedlnosti ČR v Sobotkově a poté i první Babišově vládě, od prosince 2017 do června 2018 předseda Legislativní rady vlády, od října 2017 do června 2018 poslanec Poslanecké sněmovny PČR, v letech 2014 až 2015 první náměstek ministryně spravedlnosti, člen hnutí ANO 2011.

## Rodina a život
Pochází z právnické rodiny, jeho matkou je známá profesorka a soudkyně Irena Pelikánová, otec Dragutin Pelikán se zabýval právními dějinami. Jeho bratr Tomáš je advokátem,  bratr Petr Pelikán je arabistou a honorárním konzulem Súdánské republiky. Robert Pelikán je rozvedený a má jednoho syna.
Původně chtěl studovat filosofii, nakonec ale v letech 1998 až 2003 vystudoval Právnickou fakultu Univerzity Karlovy v Praze (získal titul Mgr.) a působil zde jako externí spolupracovník katedry občanského práva, po roce 2018 jako odborný asistent na katedře obchodního práva. Roku 2010 zde získal titul doktora práv a o rok později Ph.D. Odborně se věnuje především soutěžnímu, obchodnímu a civilnímu právu.
Pracovně začínal jako advokátní koncipient v kanceláři Císař, Češka, Smutný a spol. (2002 až 2007, kdy složil advokátní zkoušku), poté byl advokátem v mezinárodní advokátní kanceláři Linklaters (2007 až 2009) a nakonec v roce 2009 spoluzaložil advokátní kancelář Vrána & Pelikán. Jako advokát zastupoval řadu klientů, například rodinu, jejímuž synovi v roce 2009 amputoval eskalátor v pražském metru tři prsty. Hájil také město Karlovy Vary ve sporu se skupinou firem o vlastnictví sportovně-kulturního centra KV Arena. Po vstupu do veřejné správy v roce 2014 výkon advokacie dočasně pozastavil.[nedostupný zdroj]
V říjnu 2018 bylo oznámeno, že Pelikán posiluje coby spolupracující advokát pražský tým mezinárodní advokátní kanceláře Wolf Theiss, kde působí také jako člen nově vzniklé skupiny Korporátní šetření.

## Politické působení
V srpnu 2012 jej ministr průmyslu a obchodu Martin Kuba nominoval na člena rady Českého telekomunikačního úřadu, později ale jeho nominaci stáhl. Podle spekulací za tím stál Pelikánův blog, v němž kritizoval politiku vlády Petra Nečase. Na podzim 2013 se stal členem Rady ekonomických poradců hnutí ANO 2011. V únoru 2014 si jej na Ministerstvo financí přivedl Andrej Babiš a udělal z něj ředitele právní sekce. Post zastával do června 2014, kdy byl po odchodu Hany Marvanové jmenován prvním náměstkem ministryně spravedlnosti pro sekci justiční a legislativní. Prosazoval např. zásadní novelu nového občanského zákoníku a chtěl také změnit zákon o státním zastupitelství.
V únoru 2015 podala ministryně spravedlnosti Helena Válková demisi s účinností k 1. březnu 2015. Andrej Babiš následně oznámil, že kandidátem hnutí ANO 2011 na post nového ministra spravedlnosti bude právě Robert Pelikán. Prezident Miloš Zeman jej jmenoval do funkce dne 12. března 2015. Pozornost médií upoutal tím, že jako ministr jezdil do práce místo autem na kole. Členem hnutí ANO se stal 6. listopadu 2015.
Předseda TOP 09 Miroslav Kalousek v únoru 2016 Pelikána obvinil, že je agentem Ruska. Kalousek prohlásil: „Ministr spravedlnosti je podle mého názoru opravdu aktivní spolupracovník ruských zpravodajských služeb, ale nemůžu to nijak doložit, nebývají na to písemné důkazy. Ale když se někdo tak chová, tak to tak asi bude.” Pelikán označil Kalouskovo obvinění za „opilecké hulákání”.
Ve volbách do Poslanecké sněmovny PČR v roce 2017 kandidoval za hnutí ANO na 2. místě jeho kandidátky v Praze. Získal 14 699 preferenčních hlasů a byl zvolen poslancem. Na přelomu listopadu a prosince 2017 se stal kandidátem na post ministra spravedlnosti ČR ve vznikající první vládě Andreje Babiše. Dne 13. prosince 2017 jej prezident Miloš Zeman do této funkce jmenoval. Ve stejný den byl zvolen též předsedou Legislativní rady vlády.
Dne 7. dubna 2018 oznámil v rozhovoru pro server Aktuálně.cz, že odchází z politiky (skončí jako ministr a poslanec, řadovým členem hnutí zůstane). Svůj odchod vysvětlil Robert Pelikán především názorovými neshodami s většinou hnutí ANO. Dne 19. června 2018 se pak vzdal mandátu poslance, předseda Poslanecké sněmovny Radek Vondráček jeho rezignaci přijal a jako náhradnice za něj nastoupila ředitelka neziskovky Plus 50 Monika Červíčková. Pelikán se nechal slyšet, že se vrátí k advokacii a k výuce na Právnické fakultě UK. Dne 27. června pak vzhledem ke jmenování nové vlády Andreje Babiše skončil i ve funkci ministra spravedlnosti.